# 西野智彦
西野 智彦（にしの ともひこ、1958年10月30日 - ）は、TBSホールディングス・TBSテレビ業務監査室長（監査役）。元時事通信社記者、元放送プロデューサー。

## 経歴
1958年長崎県生まれ。福岡県立東筑高等学校、慶應義塾大学卒業後、時事通信社に入社。経済記者として通産省、日本銀行、経団連、外務省、首相官邸、大蔵省を担当し、1995年3月には東京銀行と三菱銀行の合併をスクープした。
その後、1995年12月付で時事通信を退社。1996年1月、東京放送（現・TBSテレビ）へ移籍した。
TBSでは報道局に在籍。経済部記者として日銀や大蔵省を担当後、1999年7月より『JNN報道特集』の番組ディレクターを担当。2001年に政治部記者に就任。後に『NEWS23』の編集長を経て番組プロデューサーとして『Nスタ』を立ち上げた。前任の星野誠の取締役報道・情報制作担当に異動に伴い、2012年4月1日付でTBSテレビ報道局長に就任。その後、総務局長を経て業務監査室に異動。2021年現在はTBSホールディングス・TBSテレビ両社の監査役を務めている。
日本の財政・金融政策の決定過程に対する検証をテーマに長年その解明に取り組んできたことが評価されて、2023年度の日本記者クラブ賞を受賞した。

## 担当番組
過去担当番組
- JNN報道特集（ディレクター）
- NEWS23（編集長）
- Nスタ（制作プロデューサー）

## 著書
- 『検証 経済失政--誰が、何を、なぜ間違えたか』（時事通信社 軽部謙介との共著、岩波書店、1999年）
- 『検証 経済迷走--なぜ危機が続くのか』（岩波書店、2001年）
- 『改革政権が壊れるとき』（江田憲司との共著、日経BP、2002年）
- 『検証 経済暗雲--なぜ先送りするのか』（岩波書店、2003年）
- 『ドキュメント 通貨失敗--戦後最悪のインフレはなぜ起きたのか』（岩波書店、2022年）